# Тетрапалладийтрицерий
Тетрапалладийтрицерий — бинарное неорганическое соединение
палладия и церия
с формулой Ce3Pd4,
кристаллы.

## Получение
- Сплавление стехиометрических количеств чистых веществ:

{\displaystyle {\mathsf {4Pd+3Ce\ {\xrightarrow {1137^{o}C}}\ Ce_{3}Pd_{4}}}}

## Физические свойства
Тетрапалладийтрицерий образует кристаллы
тригональной сингонии,
пространственная группа R 3,
параметры ячейки a = 1,3669 нм, c = 0,5824 нм, Z = 6,
структура типа тетрапалладийтриплутоний Pu3Pd4
.
Соединение образуется по перитектической реакции при температуре 1137°С.